# Terry (Montana)
Terry é uma cidade  localizada no estado americano de Montana, no Condado de Prairie.

## Demografia
Segundo o censo americano de 2000, a sua população era de 611 habitantes.
Em 2006, foi estimada uma população de 549, um decréscimo de 62 (-10.1%).

## Geografia
De acordo com o United States Census Bureau tem uma área de
1,8 km², dos quais 1,8 km² cobertos por terra e 0,0 km² cobertos por água.

## Localidades na vizinhança
O diagrama seguinte representa as localidades num raio de 60 km ao redor de Terry.